# Kebaowek
Kebaowek, tidigare Eagle Village First Nation-Kipawa, är ett reservat för algonkiner i provinsen Québec i Kanada. Det ligger i regionen Abitibi-Témiscamingue, i den sydöstra delen av landet, 290 km nordväst om huvudstaden Ottawa. Namnet, liksom namnet på den omgivande kommunen Kipawa, kommer av sjön Lac Kipawa.